# Patrisse Cullors
Patrisse Marie Khan-Cullors Brignac (rodným jménem Cullors-Brignac; * 20. června 1983) je americká aktivistka, spoluzakladatelka hnutí Black Lives Matter, umělkyně a spisovatelka. Cullors v roce 2013 vymyslela hashtag #BlackLivesMatter a o tomto hnutí hojně píše a veřejně vystupuje. Mezi další témata, o která se Cullors zasazuje, patří zrušení věznic v Los Angeles a práva LGBTQ. Cullors do svého aktivismu začleňuje myšlenky kritické teorie i sociálních hnutí z celého světa. Je autorkou dvou knih.

## Mládí avzdělání
Cullors se narodila v Los Angeles v Kalifornii. Její matka Cherice Foley je jehovistkou. Jejím biologickým otcem byl Gabriel Brignac, kterého poznala až v jedenácti letech. Vyrůstala v domácnosti Altona Cullorse, který pracoval v továrně General Motors ve Van Nuys, než byla uzavřena, což ho donutilo vykonávat špatně placené práce. Cullors má tři sourozence – dva bratry jménem Paul a Monte a sestru Jasmine. Gabriel byl recidivista, který byl mnohokrát ve vězení kvůli drogám a zemřel v roce 2009 v útulku pro bezdomovce. Cullors ho popsala jako osobu, která byla v jejím životě neustále a starostlivě přítomná.
Cullors vyrůstala v sociálním bytě ve Van Nuys, chudé a převážně mexicko-americké čtvrti v údolí San Fernando. Její nevlastní otec Alton nakonec rodinu opustil a matka Cherice zůstala na výchovu dětí sama. Cullors uvedla, že když jí bylo devět let, byla svědkem toho, jak její jedenáctiletý a třináctiletý bratr byli zbytečně přimáčknutí policií ke zdi. Ve 12 letech byla zatčena za kouření marihuany. V té době byla studentkou Millikan Middle School, bohaté, převážně bílé školy pro nadané děti v Sherman Oaks. Cullors popisuje, že se tam styděla jezdit s matkou autem, které si půjčovala od jejich sousedky a Monteho přítelkyně Cynthie, protože bylo v havarijním stavu. Uvádí také, že to byly bílé dívky ze školy, kdo ji přivedl k marihuaně. V době, kdy byla zatčena, však kvůli špatnému prospěchu navštěvovala v rámci letní výuky střední školu ve Van Nuys, složenou převážně z dětí z dělnických rodin a nebílých. Přechod pro ni byl šokem, protože škola měla na rozdíl od její předchozí školy detektor kovů a byla střežena policií.
Monte byl zatčen v roce 1999 poté, co vykradl auto své matky. Později mu byla diagnostikována schizoafektivní a bipolární porucha. Při rvačce s vězeňskými dozorci byl údajně škrcen, brutálně bit a nucen pít vodu ze záchodu. Patrisse to uvedla jako jeden z důvodů svého aktivismu. Cullors se stala aktivistkou již v raném věku, kdy se jako teenagerka přihlásila do odborového svazu Bus Riders Union (BRU) pod vedením Erica Manna a v té době se zúčastnila ročního organizačního programu vedeného Labor Community Strategy Center (které tento odborový svaz organizovalo). Poznávala zde revolucionáře, kritickou teorii a sociální hnutí z celého světa a zároveň se věnovala samotnému aktivismu. Cullors se také zapsala na střední školu Grover Cleveland High School (nyní Cleveland Humanities Magnet) v Resedě a byla přijata do jejího programu zaměřeného na sociální spravedlnost. Poté vystudovala náboženství a filozofii na Kalifornské univerzitě v Los Angeles a na Roskiho škole umění a designu na Univerzitě Jižní Kalifornie získala magisterský titul.
Cullors vzpomíná, že ji v šestnácti letech vyhnali z domova, když rodičům odhalila svou homosexuální orientaci. Cullors byla vychovávána jako svědkyně Jehovova, ale kvůli matčině těhotenství v pubertě se její nejbližší rodině vyhýbala jak církev, tak její širší rodina; víře zůstala oddaná po mnoho let, dokonce i ve vyhnanství, ale později se v církvi zklamala. Začala se zajímat o nigerijskou náboženskou tradici Ifá a její rituály zapojila do politických protestních akcí. V roce 2015 řekla v rozhovoru, že „hledání spirituality mělo hodně společného se snahou hledat porozumění mým podmínkám – jak mě tyto podmínky utvářejí v každodenním životě a jak je chápu jako součást většího boje, boje o svůj život“.

## Kariéra

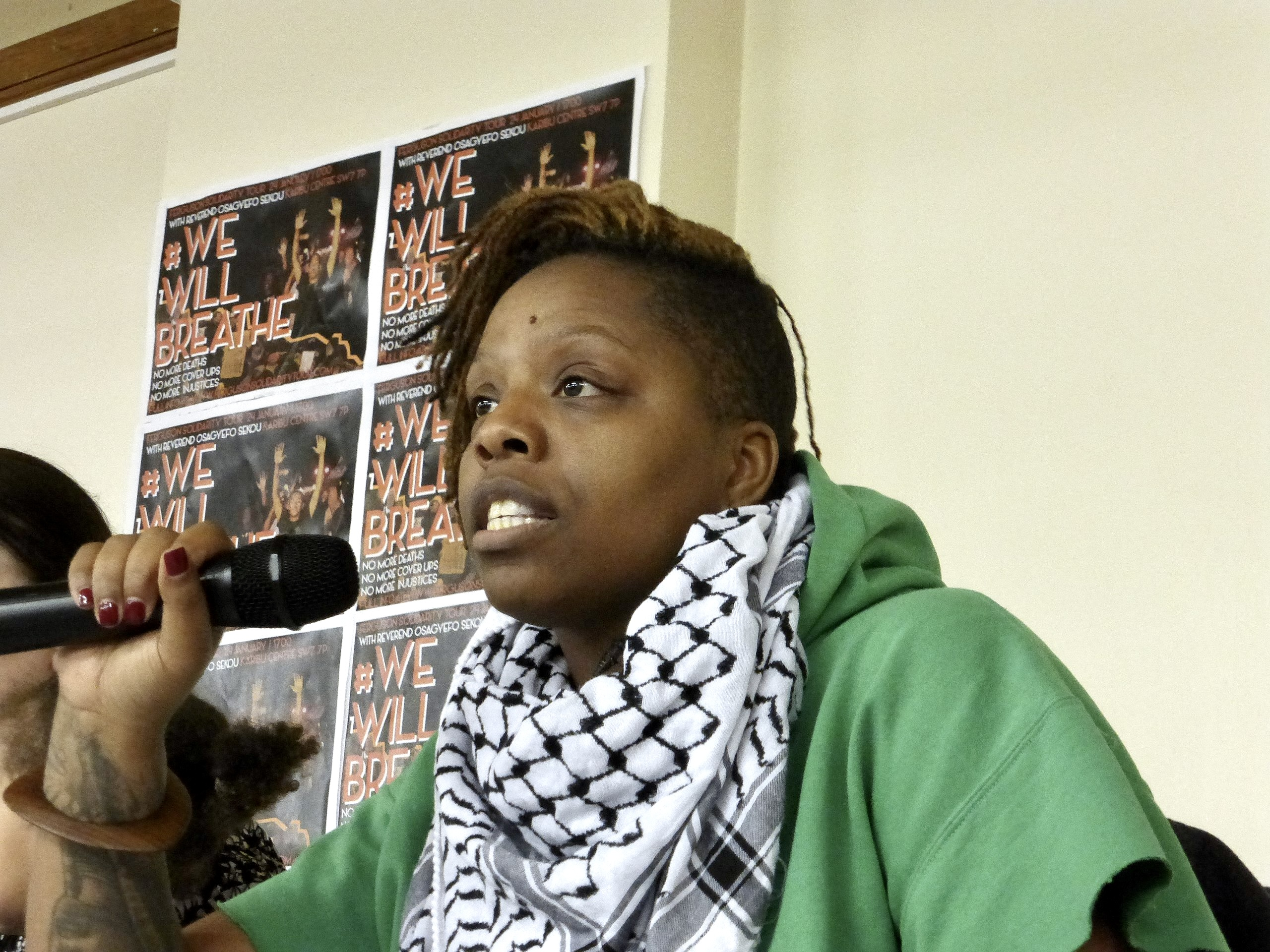
Cullors v roce 2015

Cullors vyučuje na Otis College of Art and Design v programu Public Practice. Vyučuje také v magisterském studijním programu Social Justice and Community Organizing na Prescott College.

### Black Lives Matter
Spolu s komunitními organizátorkami a přítelkyněmi Alicií Garzou a Opal Tometi založily hnutí Black Lives Matter. Trojice založila toto hnutí z frustrace nad osvobozujícím rozsudkem pro George Zimmermana v případě zabití Trayvona Martina. Cullors v roce 2013 vymyslela hashtag #BlackLivesMatter, aby tak podpořila použití této fráze Alicií Garzou ve facebookovém příspěvku o Martinově případu. Cullors dále popsala, že podnětem k prosazování práv Afroameričanů bylo týrání jejího devatenáctiletého bratra při výkonu trestu odnětí svobody ve věznicích okresu Los Angeles.
Cullors a další spoluzakladatelky BLM, Garza a Tometi, se rozhodly vybudovat decentralizované hnutí řízené na základě shody kolektivu členů a v roce 2015 vznikla síť místních organizací. Cullors byla ze spoluzakladatelek veřejně nejviditelnější, zejména poté, co Garza a Tometi ustoupili od pravidelného působení v organizaci. Cullours přičítá zásluhu na odhalování násilí páchaného na Afroameričanech sociálním médiím: „Denně, každou chvíli jsou černoši bombardováni obrázky naší smrti… Doslova říkají: Černoši, možná jste další na řadě. Budete další, ale při zpětném pohledu to bude pro náš národ lepší, čím méně nás bude, tím bude bezpečnější.“
V roce 2017 uvedla, že se hnutí nesetká s prezidentem Spojených států Donaldem Trumpem, stejně jako by se nesetkalo s Adolfem Hitlerem, protože Trump „je doslova ztělesněním zla, všech špatností této země – ať už jde o rasismus, kapitalismus, sexismus, homofobii“.
V květnu 2021 (po šesti letech ve vedení organizace, během nichž mimo jiné vybudovala její infrastrukturu) Cullors odstoupila z funkce výkonné ředitelky nadace Black Lives Matter Global Network, aby se mohla věnovat své druhé knize a několikaletému kontraktu se společností Warner Bros. Uvedla, že její rezignace nemá nic společného s údajnými pokusy o diskreditaci a že byla plánována již více než rok. Cullors uvedla: „Myslím, že budu pravděpodobně méně na očích, protože nebudu stát v čele jedné z největších a nejkontroverznějších organizací v současné době v dějinách našeho hnutí… Ale žádné hnutí nemá jen jednoho představitele.“

### Další aktivismus
Působila jako výkonná ředitelka Coalition to End Sheriff Violence in L.A. Tato skupina se zasazovala o vytvoření civilní komise, která by dohlížela na oddělení šerifa v Los Angeles, aby se omezilo zneužívání moci ze strany policistů. Organizací bývalých vězňů jako volebního panelu skupina doufala, že se jí podaří ovlivnit dozorčí radu okresu L.A., aby takovou komisi vytvořila, a také shromáždit dostatek hlasů pro zvolení nástupce šerifa okresu L.A. Lee Baca, který v roce 2014 z různých důvodů rezignoval. Skupina však ve svém úsilí neuspěla.
Cullors spoluzaložila vězeňskou aktivistickou organizaci Dignity and Power Now, které se podařilo prosadit zřízení civilní dozorčí rady.
Je také členkou správní rady Centra Elly Bakerové pro lidská práva, v roce 2014 vedla think tank o státním a mstitelském násilí pro konferenci Bez hranic. V říjnu 2020 založila produkční společnost, která uzavřela smlouvu s Warner Bros Television.